# Scytodes hahahae
Scytodes hahahae är en spindelart som beskrevs av Cristina A. Rheims och Antonio D. Brescovit 200. Scytodes hahahae ingår i släktet Scytodes och familjen spottspindlar. Inga underarter finns listade i Catalogue of Life.